# Bassic Groove
Bassic Groove was het eerste Nederlandse tijdschrift dat zich voornamelijk richtte op de housecultuur, maar ook aandacht besteedde aan andere lifestyle-zaken zoals mode. Het blad was een uitgave van de speciaal hiervoor opgerichte Stichting Promotie Danscultuur.  
Het begin en eerste uitgaven
Omdat er in de tijd van de enorm groeiende populariteit van house- en technomuziek geen tijdschrift over deze stromingen was en traditionele media overwegend negatief over Houseparty’s en deze muziek berichtten, vond een aantal mensen dat het tijd was om een eigen tijdschrift op te richten. Het eerste nummer zag het licht in april 1992 en werd uitgegeven door oprichters Frank van den Bold, de broers Arnoud en Bart Veilbrief en Raymond Vis. Vis verliet het team vrijwel direct erna, maar er kwamen ook meteen een aantal vaste redacteuren bij, zoals Nico Baars en René Passet. Daarna groeide het redactieteam gestaag. Ook bekende journalisten als Mick Boskamp leverden later maandelijks een bijdrage aan het blad. De redactie was gevestigd in Den Haag. Eerst in de Joan Maetsuyckerstraat, later aan het Westeinde, waar BG het pand deelde met Hotmix, de platenzaak van Ferenc van der Sluys (I-F). Na een periode in het Haagse Statenkwartier Vertrok de redactie eind jaren ‘90 naar Amsterdam.
Crowdfunding
Uniek aan het tijdschrift was ook dat het vanaf november 1991 door een vorm van crowdfunding werd gerealiseerd. Bij gebrek aan startkapitaal werd via flyers aan bezoekers van housefeesten gevraagd om vast een abonnement te nemen op het blad. Dit lukte, wat een goede graadmeter was voor de vraag naar een dergelijk blad. Met het geld dat hiermee werd opgehaald konden de eerste tijdschriften mede betaald worden. Bassic Groove behoorde samen met het Duitse Groove-Magazin (geen verband) tot de eerste tijdschriften in zijn soort.
De eerste jaargang verscheen in zwart-wit; vanaf het tweede jaar luxer en in kleur. Vanaf november 1994 werd de naam afgekort naar BG.
Inhoud
De inhoud van het blad bestond vanaf het begin uit interviews en recensies van muziek en feesten. Deze ‘party reports‘ waren in een tijd zonder internet de enige manier om iets terug te zien van een feest en werden al gauw heel populair. Later verbreedde de inhoud zich ook naar meer mode en lifestyle-onderwerpen. Dit werd versterkt door de komst van Erwin Unger, die samen met Van den Bold de leiding neemt in 1995. BG richtte zich hierbij vooral op de kleinere feesten, niet op de toen zeer populaire gabber. BG richtte zich meer op de toen nog onbekende stromingen als Techno, IDM, Drum 'n Bass en Ambient. Ook werd er geschreven over drugs en de bijbehorende repressie waarmee de dance scene in die jaren te kampen had in binnen- en buitenland.
Bijzondere uitgaven
Er kwamen in de loop der jaren ook een aantal bijzondere uitgaven van de persen. Zo werden er meermaals oplages tot honderdduizend stuks gedrukt, voor een BG feest in de Rotterdamse Energiehal en voor een landelijk verspreide Safe Sex issue gericht op jongeren.
Andere uitgaven belichtten soms ook controversiële onderwerpen zoals sex, drugs en geweld in films en muziek. Toen in een van deze uitgaven een modereportage met een geënsceneerd bloedbad werd afgedrukt leidde dit ook in de progressieve dance scene tot een rel en een aantal opzeggingen, onder andere van DJ Eddy de Clerq.
Groei en ondergang
Het tijdschrift werd in de jaren ‘90 zeer succesvol en haalde oplages van 10.000 tot 15.000 stuks. BG kwam zelfs even voor in de top 100 van de bestverkopende Nederlandse tijdschriften. In 1997 fuseerde het met een concurrerend dance-tijdschrift: Update Magazine. Dit kon niet voorkomen dat het succes vanaf 2000 snel taande. Met name doordat de advertentie-inkomsten sterk terugliepen en BG onvoldoende online activiteiten ondernam ging het blad in 2003 failliet.